# Провала (Отписани)
Провала је једанаеста епизода телевизијске серије „Отписани“, снимљене у продукцији Телевизије Београд и Централног филмског студија „Кошутњак“. Премијерно је приказана у Социјалистичкој Федеративној Републици Југославији 2. марта 1975. године на Првом програму Телевизије Београд.

## Историјска подлога
На крају ове, као и осталих епизода налази се натпис — Ова серија инспирисана је подвизима илегалаца у окупираном Београду. Лица и догађаји су измишљени. Свака сличност је случајна.

## Улоге
| Глумац               | Улога          |
| -------------------- | -------------- |
| Драган Николић       | Прле           |
| Војислав Брајовић    | Тихи           |
| Мирољуб Лешо         | Славко         |
| Слободанка Жугић     | Клара          |
| Александар Хрњаковић | Миро           |
| Бранко Цвејић        | џокеј          |
| Драгомир Фелба       | стрико         |
| Зорица Мирковић      | Милица         |
| Александар Берчек    | Чиби           |
| Предраг Ћерамилац    | вајар          |
| Татјана Лукјанова    | Славкова мајка |
| Мића Томић           | књиговезац     |
| Васа Пантелић        | Крста Мишић    |
| Стево Жигон          | Кригер         |
| Душан Вујиновић      | Лимар          |
| Предраг Милинковић   | Гојко          |
| Мило Мирановић       | Миличин отац   |
| Стојан Николић       | жандарм        |
| Бранко Обрадовић     | ухапшеник      |
| Страхиња Мојић       | агент          |